# Randolph (Nuevo Hampshire)
Randolph es un pueblo ubicado en el condado de Coös en el estado estadounidense de Nuevo Hampshire. En el Censo de 2010 tenía una población de 310 habitantes y una densidad poblacional de 2,54 personas por km².

## Geografía
Randolph se encuentra ubicado en las coordenadas 44°23′36″N 71°18′38″O / 44.39333, -71.31056. Según la Oficina del Censo de los Estados Unidos, Randolph tiene una superficie total de 122.13 km², de la cual 121.97 km² corresponden a tierra firme y (0.13%) 0.15 km² es agua.

## Demografía
Según el censo de 2010, había 310 personas residiendo en Randolph. La densidad de población era de 2,54 hab./km². De los 310 habitantes, Randolph estaba compuesto por el 96.77% blancos, el 0% eran afroamericanos, el 1.29% eran amerindios, el 0.65% eran asiáticos, el 0% eran isleños del Pacífico, el 0% eran de otras razas y el 1.29% pertenecían a dos o más razas. Del total de la población el 0.32% eran hispanos o latinos de cualquier raza.